# Наследники Карла Гейлинга
Carl Geyling’s Erben (нем. Карл Ге́йлингс Э́рбен, Наследники Карла Гейлинга) — австрийская компания по производству витражей. Головной офис компании находится в Вене.

## История

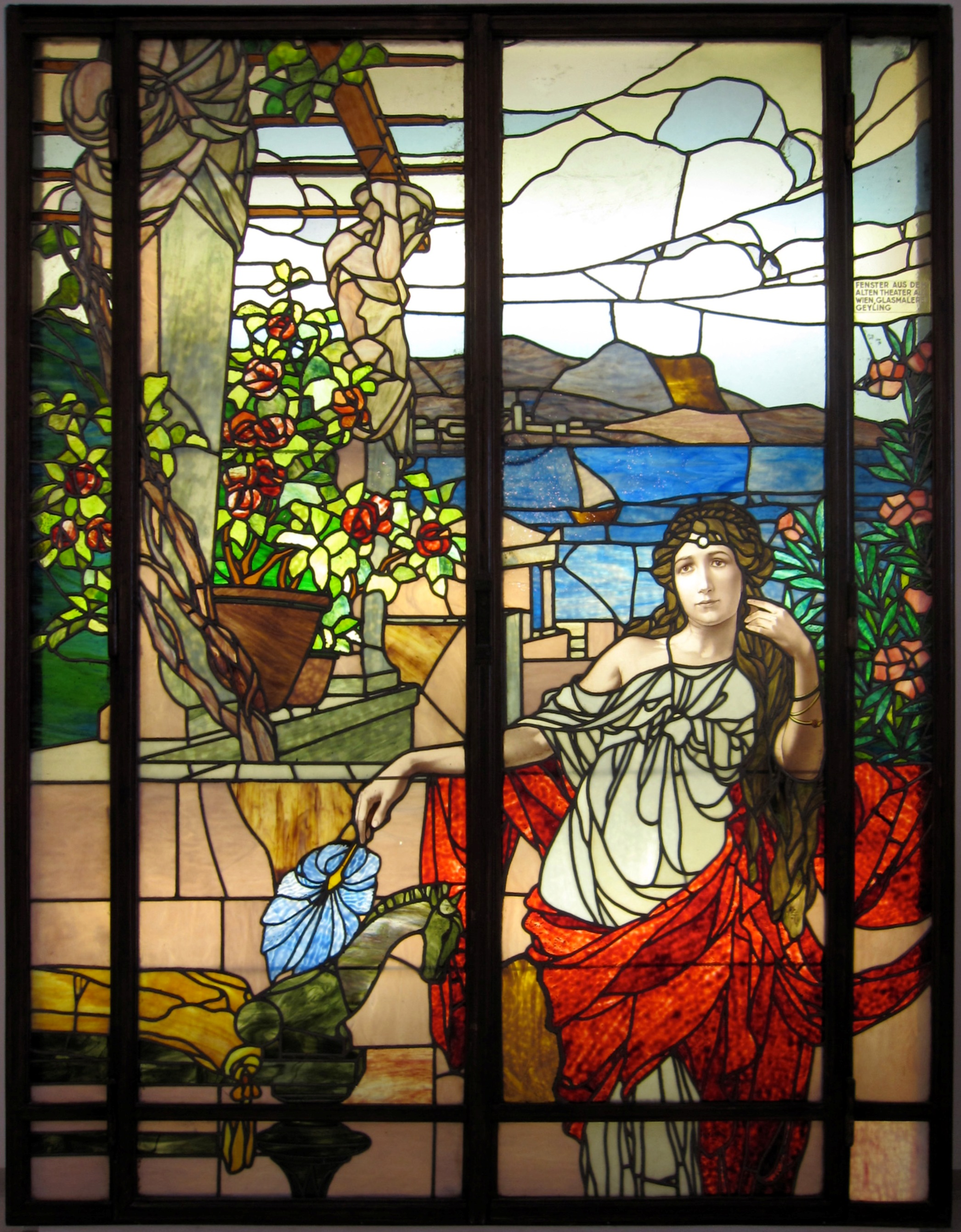
Витраж Эрбена Карла Гейлинга, сделанный около 1900 года для старого театра Ан-дер-Вин

Это одно из старейших предприятий Австрии в области изготовления художественных витражей и изделий декоративно-прикладного искусства. Компания была основана в 1841 году художником по стеклу императорского и королевского двора Карлом Гейлингом (1814—1880). Гейлинг был успешным предпринимателем и добился известности своей компании не только в Австрии, но и за её пределами.
Многие заказы компания получала на оформление витражей при строительстве общественных и частных зданий, а после того как владельцы компании получили имперский ордер, компания стала поставщиком Императорского и Королевского двора.
Компания Гейлинга тесно сотрудничала с художниками Венской мастерской, такими как Йозеф фон Фюрих, Коломан Мозер и др.
Примером художественного сотрудничества являются выполненные окна в стиле модерн в доме большой аптеки[уточнить], внуков Вильгельма Нойбера, доктора Бруннера и Кольба.
На Всемирной выставке 1900 года в Париже один из витражей компании был награжден медалью.
Во время Первой мировой войны художественное руководство компании на себя взял художник Рейнхольд Клаус (1881—1963), который был женат на внучке Карла Гейлинга — Терезе. После него в 1947 году его сын Вольфганг Х. Клаус стал управляющим директором. В 1956 году он объединил все акции компании в своих руках и продолжил управлять компанией в качестве единоличного владельца.
С 1980 года праправнук Карла Гейлинга, Вольфганг Х. Клаус-младший, продолжал управлять компанией в качестве единственного владельца. Компания участвовала в международных выставках в Нью-Йорке, Лос-Анджелесе, Марселе, Барселоне, Хельсинки и т. д., что в значительной степени способствовало повышению престижа австрийского декоративно-прикладного искусства.
В 1991/1992 году Вольфганг Х. Клаус-младший организовал выставку «150 лет витражному искусству Гейлинга». В нем приняли участие такие художники, как Эрнст Фукс, Арнульф Райнер, Маркус Праченский и Мартин Якович, а также ряд других художников, в том числе и начинающих.
В 1997 году компания перешла в собственность аббатства Шлирбах в Верхней Австрии.
Компания поддерживает работу Музея стекла, расположенного в районе Вены — Мариахильфе.

## Галерея

Избранные работы наследников Карла Гейлинга
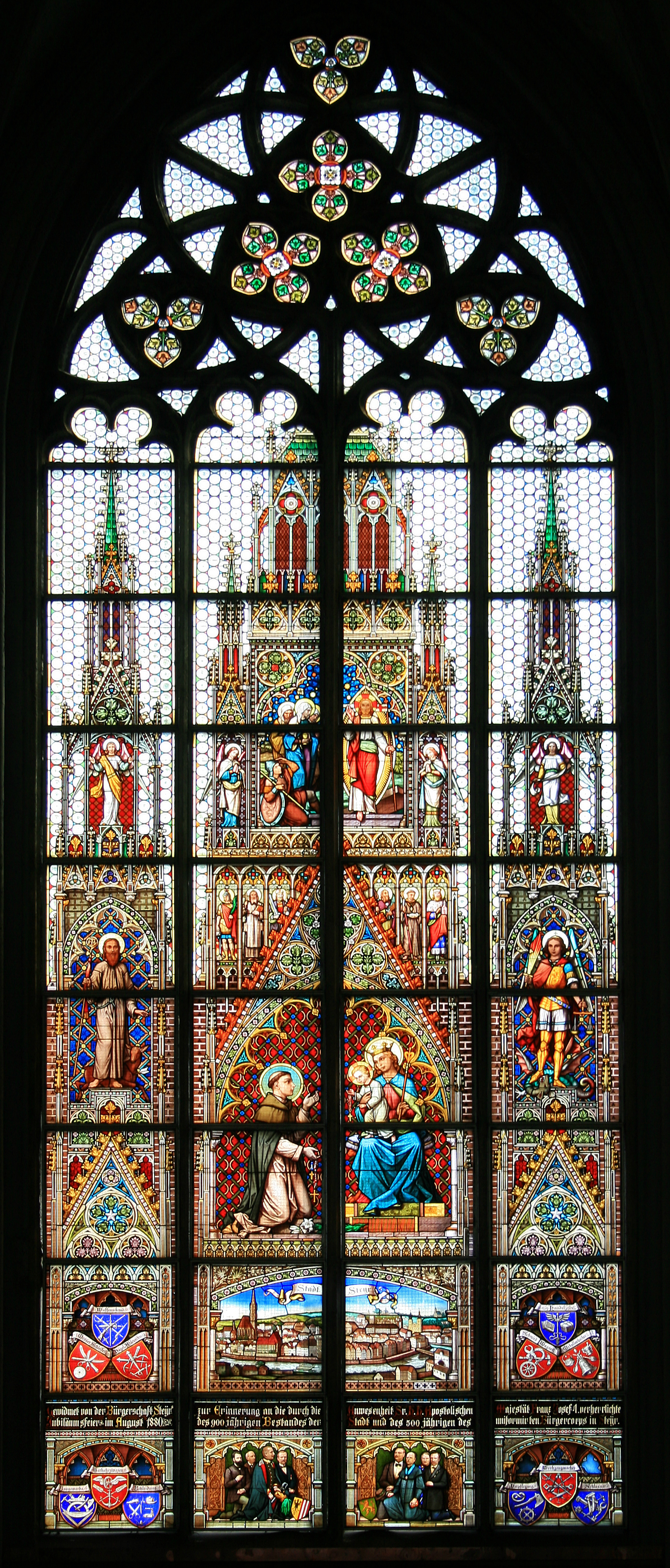
Окно 900-летия приходской церкви Штайра (1880 г.)
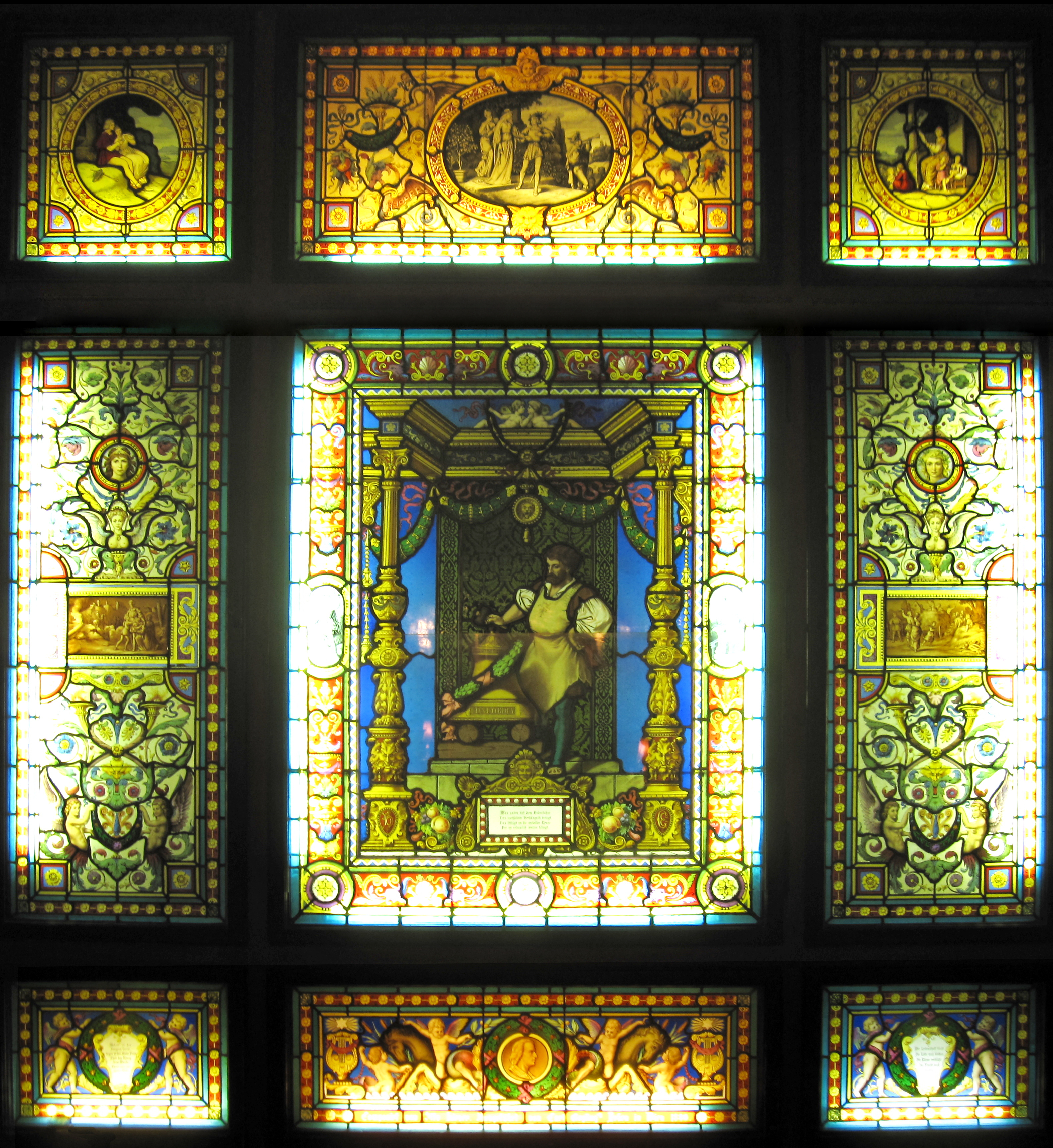
Окно для торговой выставки 1880 года, Отто Хизер
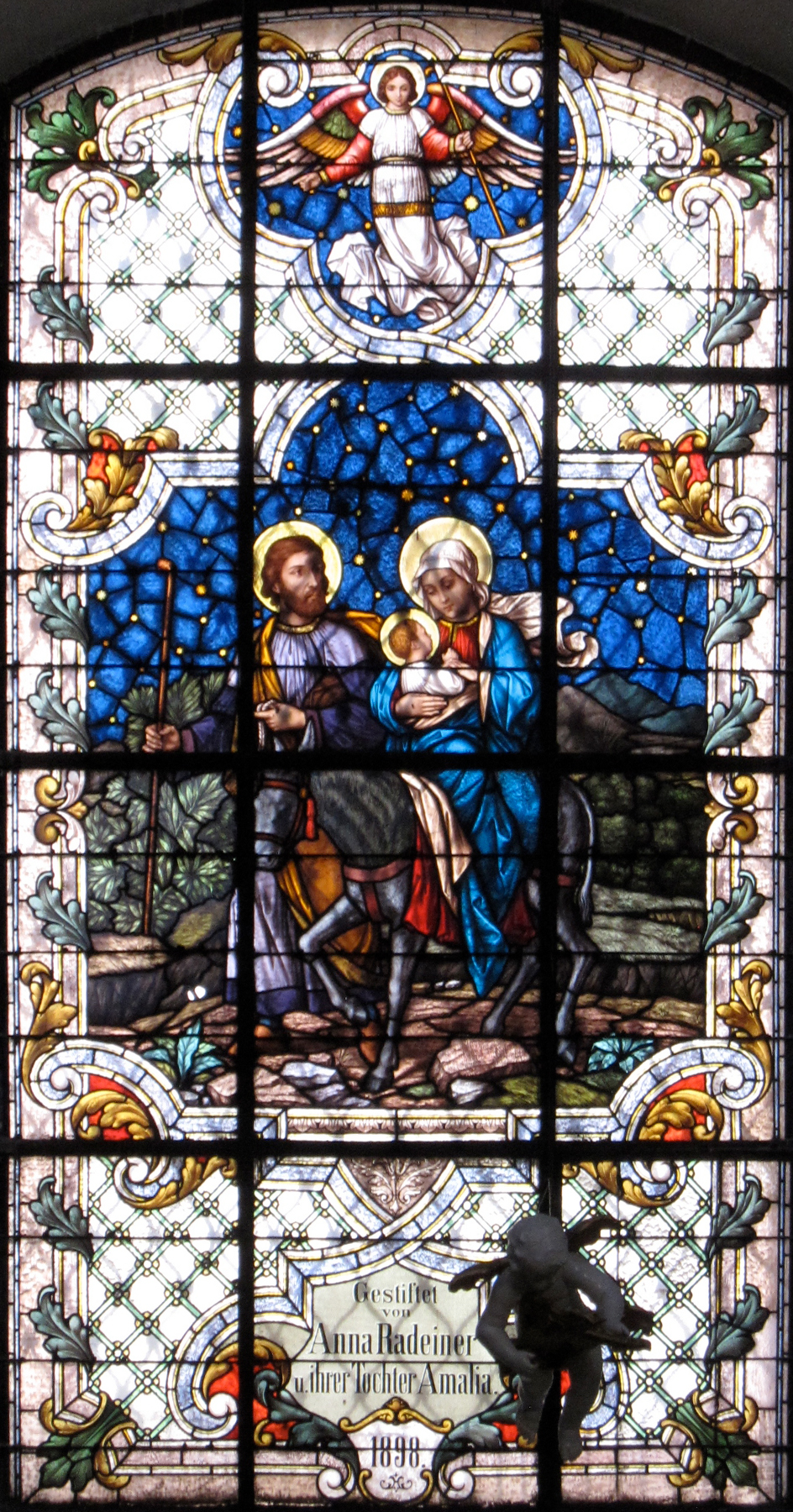
Побег в Египет в церкви Мариахильф (1898)
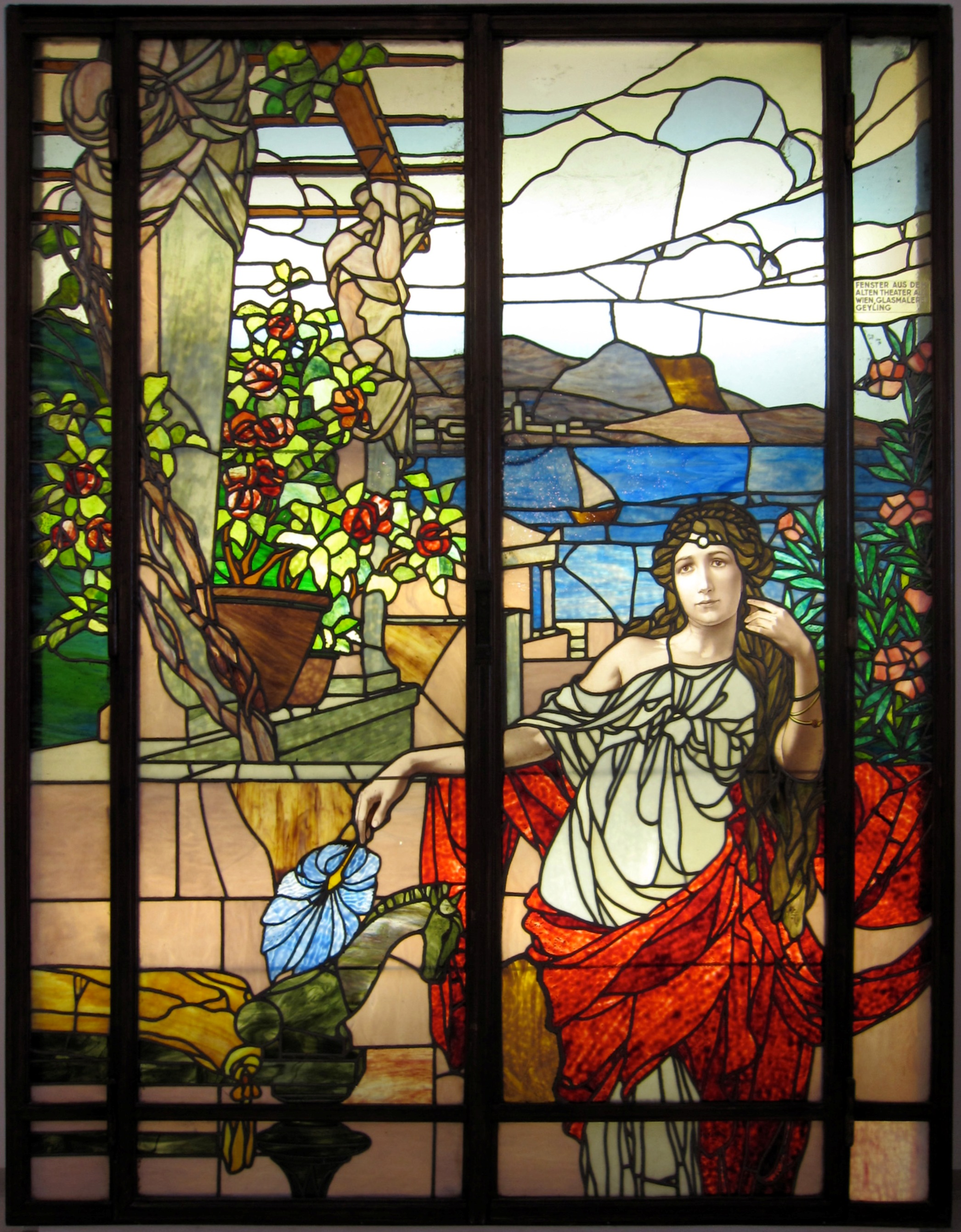
Окно в стиле модерн из Театра ан дер Вин (около 1900 г.)

## Ссылка
- На Викискладе есть медиафайлы по теме Наследники Карла Гейлинга
- Домашняя страница Эрбена Карла Гейлинга